# 篠原潔
篠原 潔（しのはら きよし、1973年5月30日 - ）は、日本の写真家。神奈川県出身。

## 概要
撮影スタイルは、俳優、女優、タレント、アイドルなど人物が中心。広告、雑誌（グラビア）、ウェブ、写真集（ファッション）などで活動。

## 作品

### 単独
2004年
- 桜木睦子 『中学制服コレクション』（2004年1月、ブックマン社、ISBN 9784893085450）
- 小倉優子『高校制服コレクション』（2004年2月、ブックマン社、ISBN 9784893085467）

2005年
- りりあん 『萌えドル誕生』（2005年2月、新潮社、ISBN 9784107901392）

2006年
- 美月れいな『KARAMIプレミアム』（2006年2月、三和出版、ISBN 978-4-7769-0142-6）
- 麻美ゆま『らぶぱら』（2006年4月、竹書房、ISBN 978-4-8124-2708-8）
- 藤川京子『爆露』（2006年4月、彩文館出版、ISBN 978-4-7756-0118-1）

2007年
- 希志あいの『愛の旅路 〜Bon Voyage〜』（2007年12月18日、双葉社、ISBN 978-4-575-30011-6）

2008年
- 佳山三花『Secret The World』（2008年12月、ジーオーティー、ISBN 978-4-86084-554-4）

2009年
- 叶桃花『Lucky Girl』（2009年7月22日、双葉社、ISBN 978-4-575-30145-8）

2010年
- やまぐちりこ『DEPARTURE』（2010年7月10日、双葉社、ISBN 978-4-575-30241-7）

2011年
- 麻美ゆま『YUMA-chin』（2011年4月8日、双葉社、ISBN 978-4-575-30307-0）
- 岡田真由香『Femme fatale』（2011年4月15日、講談社、ISBN 978-4-06-352822-0）
- 片桐えりりか『ERIRIKA-LIVE』（2011年6月3日、双葉社、ISBN 978-4-575-30322-3）

2012年
- 長谷川ミク『Emeraude』（2012年3月29日、双葉社、ISBN 978-4-575-30381-0）

2013年
- 麻美ゆま『ゆまんち。』（2013年2月21日、徳間書店、ISBN 978-4-19-863554-1）
- 三輪あすみ『SとM』（2013年6月29日、双葉社、ISBN 978-4-575-30554-8）
- 希崎ジェシカ『じぇしぃ。』（2013年7月19日、徳間書店、ISBN 978-4-19-863632-6）
- 紗倉まな『まなんち。』（2013年9月19日、徳間書店、ISBN 978-4-19-863672-2）
- 小川あさ美『艶ジェル』（2013年9月21日、竹書房、ISBN 978-4-8124-9714-2）
- 深山あすか『ASUKA』（2013年10月5日、双葉社、ISBN 978-4-575-30588-3）

2014年
- 瞳リョウ『艶ジェル』（2014年8月23日、竹書房、ISBN 978-4-8124-8862-1）
- つぼみ『つぼさま。』（2014年9月17日、徳間書店、ISBN 978-4-19-863859-7）
- Shelly『しぇりー♡まいらぶ』（2014年9月19日、双葉社、ISBN 978-4-575-30748-1）
- あやみ旬果『fresh fruits』（2014年11月18日、彩文館出版）

2015年
- 夏川みすず『RESTART』（2015/01/28日、竹書房、ISBN 978-4-8019-0173-5）
- 北条麻妃『うつくしいひと。』（2015年3月18日、徳間書店、ISBN 978-4-19-863923-5）

2016年
- 葵つかさ『恋人』（2016年1月26日、徳間書店、ISBN 978-4-19-864087-3）
- さくらゆら『ゆら・ゆら』（2016年3月25日、彩文館出版、ISBN 978-4-7756-0577-6）
- 初美沙希『ぽぽぽ』（2016年9月21日、 徳間書店、ISBN 978-4-19-864251-8）
- 桃乃木かな『いただきっ!』（2016年11月24日、徳間書店、ISBN 978-4-19-864293-8）

2017年
- 松嶋えいみ『きすみぃえいみぃ』（2017年3月22日、双葉社、ISBN 978-4-575-31240-9）
- 十枝梨菜『RINA』（2017年7月21日、双葉社、ISBN 978-4-575-31289-8）

2018年
- 永井里菜『Rinaism』（2018年1月19日、双葉社、ISBN 978-4-575-31331-4）
- 三上悠亜『週刊大衆デジタル写真集NUDE : 1 三上悠亜』（2018年5月18日、双葉社、電子書籍限定）
- 並木塔子『COUPLE』（2018年6月21日、徳間書店、ISBN 978-4-19-864641-7）
- 金山睦『出しちゃった?』（2018年6月22日、双葉社、ISBN 978-4-575-31369-7）
- 重本ことり『はじめてのことり』（2018年7月20日、双葉社、ISBN 978-4-575-31377-2）
- 三上悠亜『24/7』（2018年10月26日、徳間書店、ISBN 978-4-19-864708-7）

2019年
- 秋山祥子『Beppin’ デジタル写真集 1』（2019年2月22日、ジーオーティー、電子書籍限定）
- 大槻ひびき『Beppin’ デジタル写真集 1』（2019年2月22日、ジーオーティー、電子書籍限定）
- 山咲まりな『泥棒ねこ』（2019年2月28日、双葉社、ISBN 978-4-575-31430-4）
- 野々浦暖『Non』（2019年10月15日、プレステージ出版、電子書籍限定）※『ヘアヌード版』と『グラビア版』の2種類あり。

2020年
- 松嶋えいみ『週刊大衆デジタル写真集 : 9 松嶋えいみ「欲しいんでしょ?」』（2020年3月3日、双葉社、電子書籍限定）
- 徳江かな『かなでうた』（2020年4月16日、双葉社、ISBN 978-4-575-31544-8）
- 小鳥遊くれあ『くれあそび』（2020年8月20日、双葉社、ISBN 978-4-575-31567-7）
- 金山睦『週刊大衆デジタル写真集 : 18  金山睦「ムラムラしてね」』（2020年9月14日、双葉社、電子書籍限定）
- 鈴村あいり『秘and密 ～誰も知らない鈴村あいり～』（2020年11月13日、プレステージ出版、電子書籍限定）
- 鈴村あいり『裏・あいり』（2020年11月13日、プレステージ出版、電子書籍限定）
- 山本ゆう『あなただけ』（2020年11月19日、双葉社、ISBN 978-4-575-31587-5）
- 結城るみな『Luminous ～ルミナス～』（2020年12月11日、プレステージ出版、電子書籍限定）※『ヘアヌード版』と『グラビア版』の2種類あり。
- 渚このみ『Dears』（2020年12月18日、プレステージ出版、電子書籍限定）※『ヘアヌード版』と『グラビア版』の2種類あり。

2021年
- 鈴木真夕『密旅』（2021年1月15日、プレステージ出版、電子書籍限定）※『ヘアヌード版』と『グラビア版』の2種類あり。
- 新藤加菜『ゆづか姫』（2021年3月29日、双葉社、電子書籍限定）
- 岬愛奈『All Aina』（2021年7月29日、 双葉社、ISBN 978-4-575-31633-9）
- 川上ゆう『週刊大衆デジタル写真集NUDE : 8 川上ゆう』（2021年11月5日、双葉社、電子書籍限定）
- 並木塔子『週刊大衆デジタル写真集NUDE : 9 並木塔子』（2021年11月5日、双葉社、電子書籍限定）
- 花音うらら『はなのおと』（2021年11月25日、ジーウォーク、ISBN 978-4-86717-254-4）
- 竹内有紀『ゆきぐみ』（2021年11月25日、ジーウォーク、ISBN 978-4-86717-253-7）
- 高橋しょう子『週刊大衆デジタル写真集NUDE : 10 高橋しょう子』（2021年12月15日、双葉社、電子書籍限定）
- 七瀬いおり『七色』（2021年12月23日、ジーウォーク、ISBN 978-4-86717-267-4）
- 瀬田一花『癒』（2021年12月23日、ジーウォーク、ISBN 978-4-86717-266-7）

2022年
- 羽生ゆか『魔性の身体』（2022年1月25日、ジーウォーク、ISBN 978-4-86717-282-7）
- 小日向みのり『内緒にしてね』（2022年1月25日、ジーウォーク、ISBN 978-4-86717-283-4）
- 伊東める『いとめる♡』（2022年2月24日、ジーウォーク、ISBN 978-4-86717-289-6）
- 鈴木真夕『もずくの天ぷら』（2022年2月24日、ジーウォーク、ISBN 978-4-86717-288-9）
- 天使もえ『週刊大衆デジタル写真集NUDE : 11 天使もえ』（2022年2月28日、双葉社、電子書籍限定）
- 堀沢茉由『まゆごころ』（2022年3月24日、ジーウォーク、ISBN 978-4-86717-400-5）
- 百永さりな『Kiss Site?』（2022年3月24日、ジーウォーク、ISBN 978-4-86717-401-2）
- 桃乃木かな『週刊大衆デジタル写真集NUDE : 13 桃乃木かな』（2022年3月28日、双葉社、電子書籍限定）
- 羽咲みはる『週刊大衆デジタル写真集NUDE : 15 羽咲みはる』（2022年3月28日、双葉社、電子書籍限定）
- 篠田ゆう『週刊大衆デジタル写真集NUDE : 12 篠田ゆう』（2022年3月28日、双葉社、電子書籍限定）
- 北条麻妃『週刊大衆デジタル写真集NUDE : 14 北条麻妃』（2022年3月28日、双葉社、電子書籍限定）
- 高橋しょう子『週刊大衆デジタル写真集NUDE : 16  高橋しょう子「Another」』（2022年5月20日、双葉社、電子書籍限定）
- 緒方友莉奈『火の国の女』（2022年8月25日、双葉社、ISBN 978-4-575-31738-1）
- 本庄鈴『週刊大衆デジタル写真集NUDE : 17 本庄鈴「甘い音」』（2022年12月12日、双葉社、電子書籍限定）

2023年
- 奥田咲『奥田咲ヘアヌード写真集「耽美」週刊大衆デジタル写真集NUDE : 18』（2023年2月6日、双葉社、電子書籍限定）

### 共作
- 『全国女子高生原色制服図鑑VII 放課後スタイル セーラー服編』（2004年7月、竹書房、ISBN 9784812417300、共著：全国制服選定委員会）
- 『全国女子高生原色制服図鑑VIII 放課後スタイル ブレザー編』（2004年7月、竹書房、ISBN 9784812417317、共著：全国制服選定委員会）
- 藤川京子『全開伝説』（2005年3月、バウハウス、ISBN 9784778803049、撮影：野沢亘伸、前村竜二）
- 『全国女子高生制服図鑑 出会い編』（2005年5月、竹書房、ISBN 9784812421888、共著：全国制服選定委員会）
- 『全国女子高生制服図鑑 旅立ち編』（2005年6月、竹書房、ISBN 9784812421895、共著：全国制服選定委員会）
- 藤川京子写真集『爆露』（2006年4月、彩文館出版、ISBN 9784775601181、撮影：サトウテツオ）
- 佐々木みゆう『Miyuu』（2012年3月29日、彩文館出版、ISBN 978-4-7756-0513-4、撮影：ナカムラ ミツヒロ、加納典譲、飯野雅也）
- 佐々木みゆう『みゆうタイム』（2012年8月4日、三和出版、ISBN 978-4-7769-0869-2、撮影：飯野雅也 、前村 竜二 、馬場 ひろし）
- 野々浦暖『Exclusive Best 01』（2022年10月7日、プレステージ出版、電子書籍限定、撮影：浜田一喜、柳沢康太）